# FC Vienne
Le FC Vienne est un club autrichien de football basé à Vienne.

## Histoire
Fondé en 1914 sous le nom de SC Nicholson (du nom de Mark Nicholson, joueur puis entraîneur du First Vienna FC), le club prend le nom de FC Vienne en 1933.
Il dispute sa première saison parmi l'élite lors de l'édition 1928-1929, qu'il termine à la 6e place. En 1934, il voit deux de ses joueurs (Josef Hassmann et Hans Horvath) être sélectionnés en sélection nationale pour représenter l'Autriche lors de la Coupe du monde en Italie (la Wunderteam termine à la 4e place). Son meilleur résultat en championnat autrichien est une deuxième place, obtenue à l'issue de la saison 1941-1942, le championnat autrichien étant pendant la Seconde Guerre mondiale un championnat de deuxième division avec une accession en championnat d'Allemagne pour le vainqueur. Sa dernière apparition parmi l'élite a eu lieu lors de la saison 1957-1958, qu'il termine à la dernière place et doit donc être relégué en deuxième division.
En Coupe d'Autriche, le FC Vienne n'a jamais eu l'occasion d'atteindre la finale. Son meilleur résultat est une place de demi-finaliste, obtenue en 1946. Il est éliminé par le SK Rapid Vienne, futur vainqueur de l'épreuve.
Le FC Vienne a disputé 27 saisons en première division autrichienne au cours de son histoire, entre 1928 et 1958.

## Grands noms du club
Joueurs :

- Johann Urbanek
- Anton Artes
- Josef Hassmann
- Hans Horvath

Entraîneurs :

- Josef Stroh